# Cremanthodium forrestii
Cremanthodium forrestii là một loài thực vật có hoa trong họ Cúc. Loài này được Jeffrey mô tả khoa học đầu tiên năm 1912.